# Hylophorbus
Hylophorbus là một chi động vật lưỡng cư trong họ Nhái bầu, thuộc bộ Anura. Chi này có 8 loài và không bị đe dọa tuyệt chủng.